# Svanmossa
Svanmossa (Meesia uliginosa) är en bladmossart som beskrevs av Hedwig 1801. Svanmossa ingår i släktet svanmossor, och familjen Meesiaceae. Arten är reproducerande i Sverige. Inga underarter finns listade i Catalogue of Life.

## Bildgalleri

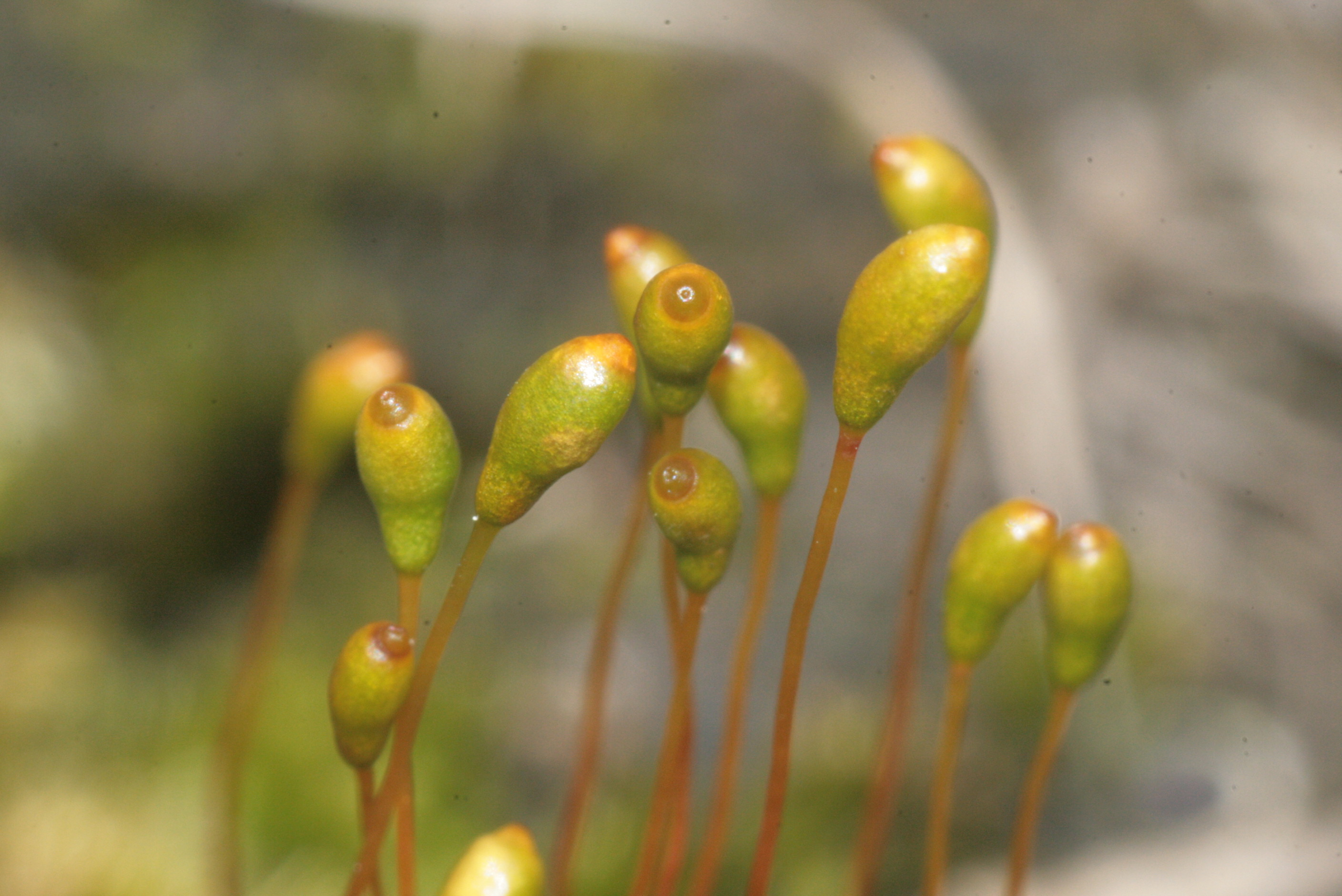
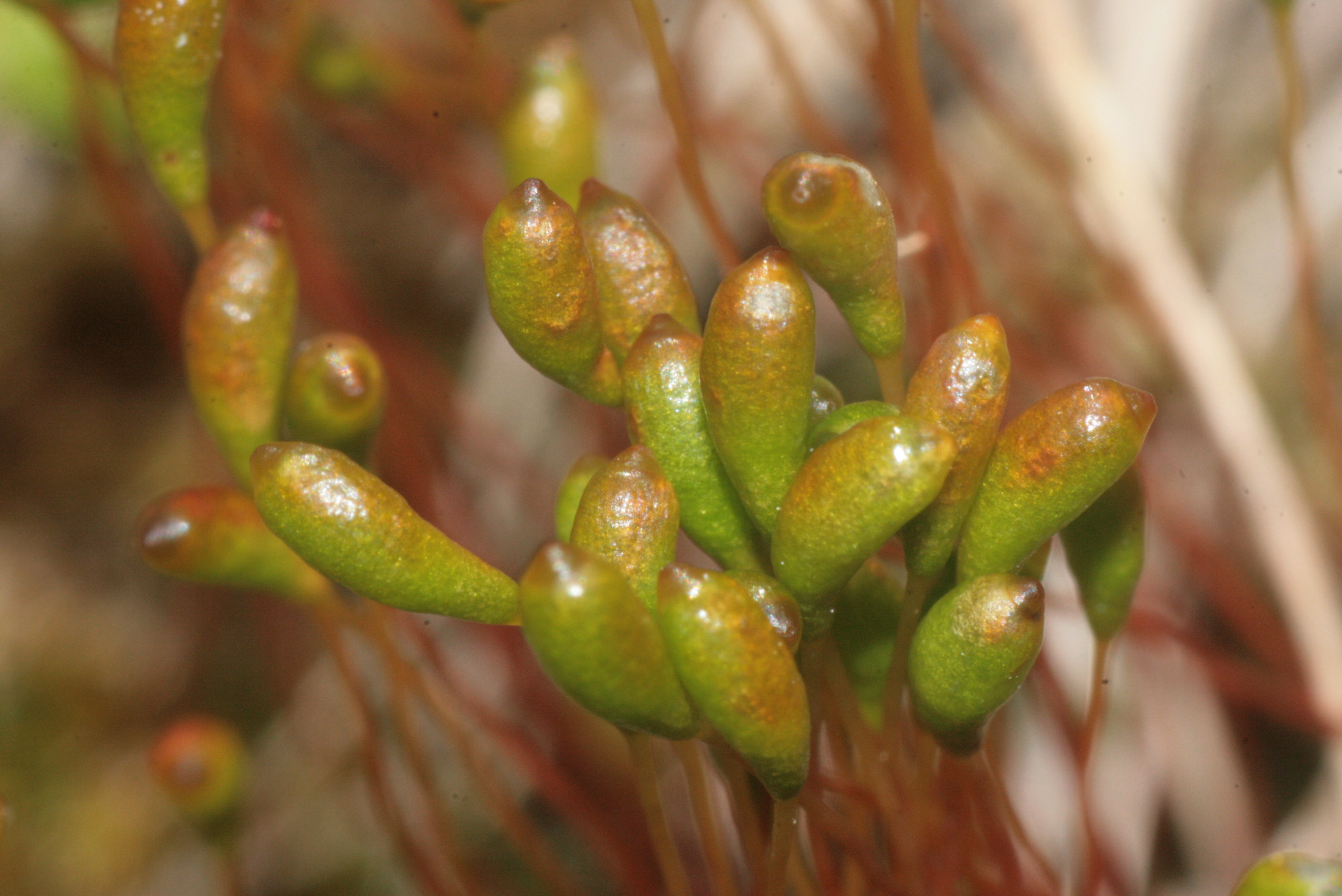
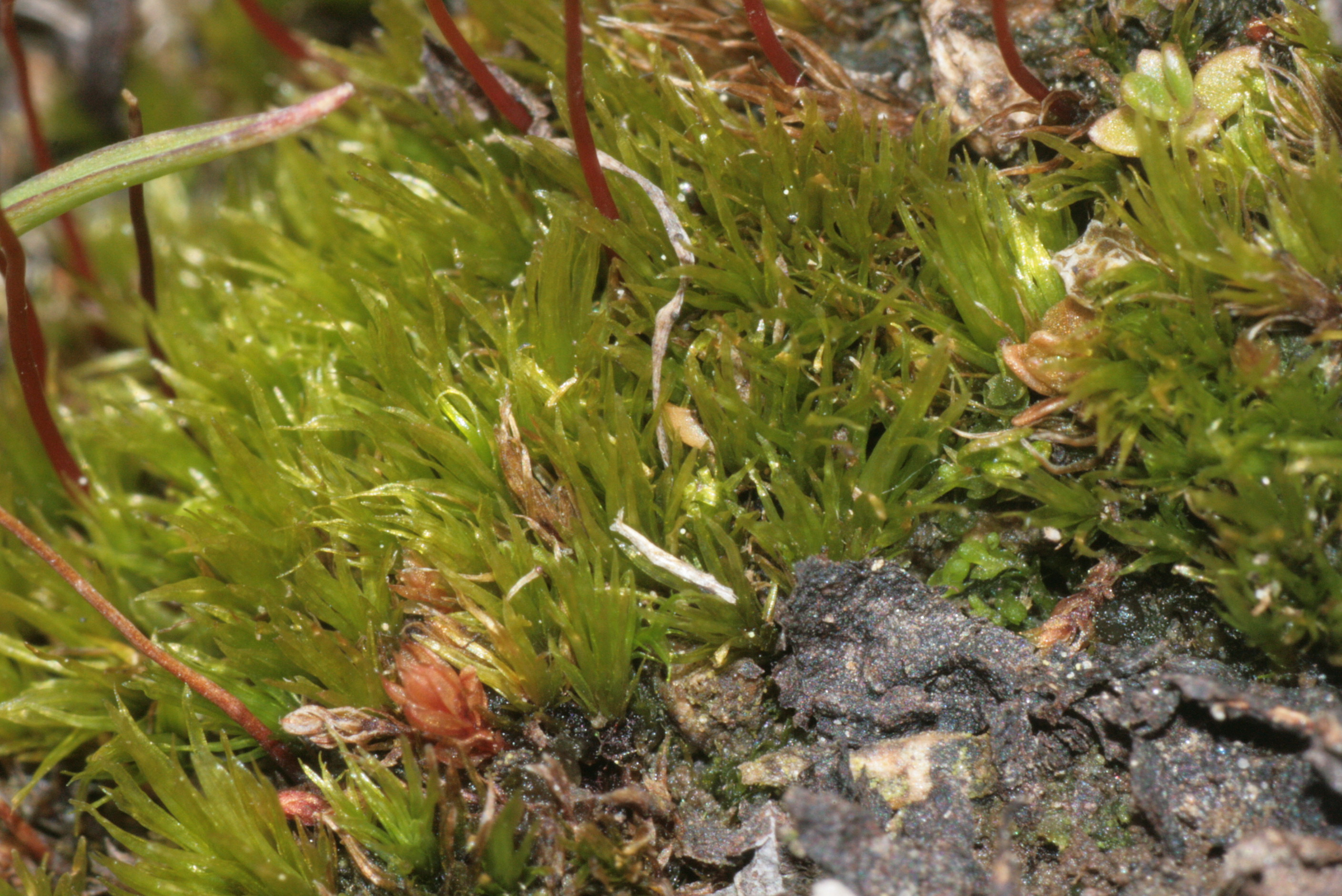
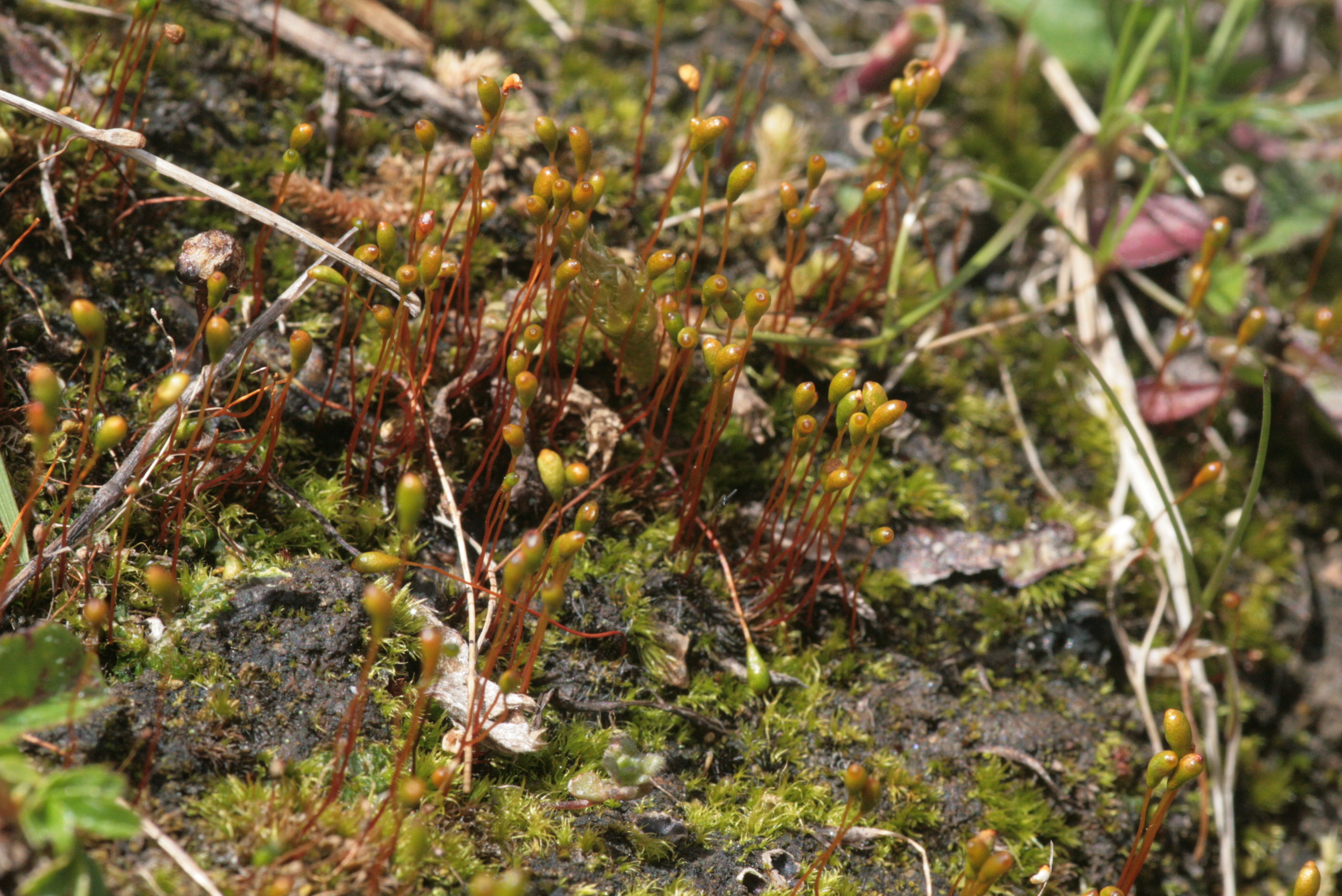